# العلاقات التشيكية اللاوسية
العلاقات التشيكية اللاوسية هي العلاقات الثنائية التي تجمع بين التشيك ولاوس.

## مقارنة بين البلدين
هذه مقارنة عامة ومرجعية للدولتين:
| وجه المقارنة                                              | التشيك                                                                            | لاوس        |
| --------------------------------------------------------- | --------------------------------------------------------------------------------- | ----------- |
| المساحة (كم2)                                             | 78.87 ألف                                                                         | 236.80 ألف  |
| عدد السكان (نسمة)                                         | 10.52 مليون                                                                       | 6.86 مليون  |
| الكثافة السكانية (ن./كم²)                                 | 133.38                                                                            | 28.97       |
| العاصمة                                                   | براغ                                                                              | فيينتيان    |
| اللغة الرسمية                                             | اللغة التشيكية                                                                    | اللغة اللاو |
| العملة                                                    | كرونة تشيكية، كرونة تشيكوسلوفاكية                                                 | كيب لاوي    |
| الناتج المحلي الإجمالي (بليون دولار)                      | 215.73 مليار                                                                      | 16.85 مليار |
| الناتج المحلي الإجمالي (تعادل القوة الشرائية) بليون دولار | 356.15 مليار                                                                      | 38.71 مليار |
| الناتج المحلي الإجمالي الاسمي للفرد دولار أمريكي          | 17.55 ألف                                                                         | 1.82 ألف    |
| الناتج المحلي الإجمالي للفرد دولار أمريكي                 | 31.19 ألف                                                                         |             |
| مؤشر التنمية البشرية                                      | 0.878                                                                             | 0.575       |
| رمز المكالمات الدولي                                      | +420                                                                              | +856        |
| رمز الإنترنت                                              | .cz                                                                               | .la         |
| المنطقة الزمنية                                           | ت ع م+01:00، ت ع م+02:00، توقيت وسط أوروبا، توقيت وسط أوروبا الصيفي، أوروبا/براغ ‏ | ت ع م+07:00 |

## منظمات دولية مشتركة
يشترك البلدان في عضوية مجموعة من المنظمات الدولية، منها:
| علم المنظمة | اسم المنظمة                        | تاريخ انضمام التشيك | تاريخ انضمام لاوس |
| ----------- | ---------------------------------- | ------------------- | ----------------- |
|             | مؤسسة التنمية الدولية              | 1993                | 28 أكتوبر 1963    |
|             | مؤسسة التمويل الدولية              | 1993                | 29 يناير 1992     |
|             | منظمة حظر الأسلحة الكيميائية       | ?                   | ?                 |
|             | الأمم المتحدة                      | 19 يناير 1993       | 14 ديسمبر 1955    |
|             | منظمة الشرطة الجنائية الدولية      | ?                   | ?                 |
|             | البنك الدولي للإنشاء والتعمير      | 1993                | 5 يوليو 1961      |
|             | وكالة ضمان الاستثمار متعدد الأطراف | 1993                | 5 أبريل 2000      |
|             | يونسكو                             | 22 فبراير 1993      | 9 يوليو 1951      |

## وصلات خارجية
- موقع وزارة الخارجية التشيكية